# 星野高士
星野 高士（ほしの たかし、1952年8月17日 - ）は、日本の俳人。星野椿の息子、星野立子の孫で高浜虚子、星野天知の曾孫にあたる。娘は星野愛。

## 略歴
神奈川県鎌倉市生まれ。祖母の立子に師事し10代より句作を行う。関東学院大学中退。1984年より「玉藻」副主宰兼編集長。「玉藻」発行1,000号を機に2014年6月28日、星野椿より主宰継承。2015年、2023年、句集『残響』/『渾沌』にて第49回/第57回蛇笏賞最終候補。2023年、句集『渾沌』により第38回詩歌文学館賞受賞。2023年、句集『渾沌』により第22回俳句四季大賞受賞。2023年、文化庁長官表彰。
「ホトトギス」同人。鎌倉虚子立子記念館館長。日本伝統俳句協会、日本文芸家協会会員。句集に『破魔矢』『谷戸』『無尽蔵』『顔』『残響』、他の著書に『星野立子』『美・色・香 俳句創作百科』がある。

## 句集
- 『美・色・香』飯塚書店 俳句創作百科 1997
- 『谷戸 句集』角川書店 現代俊英俳句叢書 1997
- 『無尽蔵 句集』角川書店 2006
- 『顔 星野高士句集』角川21世紀俳句叢書 2010
- 『残響 句集』深夜叢書社 2014
- 『句集 渾沌』深夜叢書社 2022

### 編著・監修
- 『星野立子』蝸牛社 1998
- 『東京ぶらり吟行日和 俳句と散歩100か所』志士の会共編 本阿弥書店 2010
- 『先生と子どもたちの学校俳句歳時記』仁平勝、石田郷子共監修 上廣倫理財団企画 学芸みらい社 2012
- 『三代 句集』星野立子、星野椿共著 飯塚書店 2014
- 『行路 季題別句集』星野立子、星野椿共著 鎌倉虚子立子記念館 2015